# Coppa del mondo di ciclismo su strada femminile 2011
La Coppa del mondo di ciclismo su strada femminile 2011 (in inglese 2011 UCI Women's Road World Cup), quattordicesima edizione della competizione, si è svolta su nove eventi dal 27 marzo al 27 agosto 2011.
La classifica individuale è stata vinta dall'olandese Annemiek van Vleuten del Team Nederland Bloeit, vincitrice di tre prove - Giro delle Fiandre, Open de Suède Vargarda e Grand Prix de Plouay.

## Corse
| # | Data      | Corsa                                           | Vincitrice           | Squadra                   | Leader della CdM     |
| - | --------- | ----------------------------------------------- | -------------------- | ------------------------- | -------------------- |
| 1 | 27 marzo  | Trofeo Alfredo Binda-Comune di Cittiglio (2011) | Emma Pooley          | Team Garmin-Cervélo Women | Emma Pooley          |
| 2 | 3 aprile  | Giro delle Fiandre femminile (2011)             | Annemiek van Vleuten | Team Nederland Bloeit     | Annemiek van Vleuten |
| 3 | 16 aprile | Univé Ronde van Drenthe (2011)                  | Marianne Vos         | Team Nederland Bloeit     | Annemiek van Vleuten |
| 4 | 20 aprile | La Flèche Wallonne Femmes (2011)                | Marianne Vos         | Team Nederland Bloeit     | Marianne Vos         |
| 5 | 15 maggio | Tour of Chongming Island World Cup (2011)       | Ina-Yoko Teutenberg  | HTC-Highroad Women        | Annemiek van Vleuten |
| 6 | 5 giugno  | Grand Prix Ciudad de Valladolid (2011)          | Marianne Vos         | Team Nederland Bloeit     | Marianne Vos         |
| 7 | 29 luglio | Open de Suède Vargarda TTT (2011)               | HTC-Highroad Women   | HTC-Highroad Women        | Marianne Vos         |
| 8 | 31 luglio | Open de Suède Vargarda (2011)                   | Annemiek van Vleuten | Team Nederland Bloeit     | Annemiek van Vleuten |
| 9 | 27 agosto | Grand Prix de Plouay (2011)                     | Annemiek van Vleuten | Team Nederland Bloeit     | Annemiek van Vleuten |

## Classifiche UCI World Cup

### Classifica individuale
| Pos. | Corridore            | Squadra          | 1  | 2  | 3  | 4  | 5  | 6  | 7  | 8  | 9  | Totale |
| ---- | -------------------- | ---------------- | -- | -- | -- | -- | -- | -- | -- | -- | -- | ------ |
| 1    | Annemiek van Vleuten | Nederland Bloeit | 35 | 75 | 24 | 24 | 30 | 8  | 16 | 75 | 75 | 362    |
| 2    | Marianne Vos         | Nederland Bloeit | -  | 35 | 75 | 75 | -  | 75 | 16 | 4  | 35 | 315    |
| 3    | Emma Johansson       | Hitec Products   | 50 | 30 | 15 | 50 | 7  | 35 | 14 | 11 | 11 | 223    |
| 4    | Judith Arndt         | HTC-Highroad     | 21 | 27 | 0  | 35 | 0  | 30 | 35 | 15 | 21 | 184    |
| 5    | Ina-Yoko Teutenberg  | HTC-Highroad     | 0  | 8  | 30 | -  | 75 | 0  | -  | 30 | -  | 143    |
| 6    | Emma Pooley          | Garmin           | 75 | 11 | -  | -  | -  | -  | 25 | 0  | 34 | 135    |
| 7    | Elizabeth Armitstead | Garmin           | -  | -  | 11 | 0  | 50 | 24 | 25 | 7  | 0  | 117    |
| 8    | Kirsten Wild         | AA Drink         | -  | 4  | 50 | -  | -  |    | 30 | 24 | 0  | 108    |
| 9    | Martine Bras         | Dolmans          | 30 | 7  | 21 | 18 | -  | 6  | 3  | 18 | 0  | 103    |
| 10   | Тat'jana Аntošina    | Gauss            | 8  | 50 | 0  | 8  | -  | -  | 15 | 0  | 6  | 87     |

### Classifica squadre
| Pos. | Squadra                   | 1  | 2   | 3  | 4  | 5   | 6   | 7   | 8  | 9   | Totale |
| ---- | ------------------------- | -- | --- | -- | -- | --- | --- | --- | -- | --- | ------ |
| 1    | Team Nederland Bloeit     | -  | 119 | 99 | 99 | 28  | 111 | 64  | 82 | 110 | 686    |
| 2    | HTC-Highroad Women        | 21 | 35  | 30 | 35 | 110 | 41  | 140 | 95 | 71  | 578    |
| 3    | Team Garmin-Cervélo Women | 75 | 26  | 11 | 4  | 50  | 51  | 100 | 28 | 24  | 369    |
| 4    | AA Drink-Leontien.nl      | 35 | 4   | 50 | 1  | -   | 30  | 120 | 51 | 42  | 333    |
| 5    | Hitec Products-UCK        | 50 | 30  | 15 | 50 | 17  | 35  | 56  | 11 | 11  | 275    |
| 6    | MCipollini-Giambenini     | 2  | 5   | 18 | 42 | 29  | 51  | 44  | 45 | 0   | 236    |
| 7    | Lotto-Honda Team          | 0  | 18  | 27 | 6  | 23  | 0   | 48  | -  | 10  | 132    |
| 8    | Dolmans Landscaping Team  | 30 | 7   | 21 | 18 | -   | -   | 12  | 18 | 0   | 106    |
| 9    | Paesi Bassi               | 35 | -   | 10 | 0  | -   | 6   | 40  | 5  | 0   | 103    |
| 10   | Top Girls Fassa Bortolo   | 9  | 2   | 0  | 37 | -   | 21  | 32  | 0  | 2   | 103    |